# The Black
The Black é o quarto álbum de estúdio da banda britânica de rock Asking Alexandria. Foi lançado em 25 de março de 2016 pela Sumerian Records e foi produzido por Joey Sturgis. É o seu único álbum com o vocalista Denis Stoff, que substituiu o vocalista original Danny Worsnop. Worsnop voltou à banda em outubro de 2016. O álbum foi precedido pelos singles "I Won't Give In" lançado em 26 de maio de 2015, "Undivided" lançado em 25 de setembro de 2015, e a faixa homônima do álbum "The Black" lançada em 2 de fevereiro de 2016. A primeira música do álbum, "Let It Sleep", foi lançada no dia 3 de março de 2016, com um videoclipe da faixa sendo lançado no dia seguinte.

## Gravação
Em 22 de janeiro de 2015, o então vocalista Danny Worsnop anunciou sua saída da banda para focar seu trabalho na banda de hard rock We Are Harlot, no entanto, ele afirmou que a banda continuará em turnê também. Isso foi feito com a indução do ex-líder da banda de metalcore Down & Dirty e recém-introduzido ao Asking Alexandria, Denis Stoff. Os covers que Dennis fazia de músicas do  Asking Alexandria em sua conta do YouTube above92 chamaram a atenção de Ben Bruce, com o guitarrista afirmando que "tinha que ser Denis", por quem ele foi elogiado por seu alcance vocal muito maior e seu estilo, inspirado por Worsnop durante a banda estágios iniciais, acreditando que era capaz de apresentar suas músicas ao vivo em um nível muito mais alto do que seu antecessor. Além disso, assim como Asking Alexandria, as bandas anteriores de Stoff foram contratadas pela Sumerian Records, o que pode ter concedido a ele uma transição mais fácil na sucessão de Danny Worsnop.
Stoff também foi elogiado pela banda e seus fãs por seu entusiasmo em relação à banda, que os membros restantes sentiram ter sido uma presença ausente durante os últimos anos, com Worsnop como vocalista principal. Ben Bruce, sobre a perda gradual de interesse de Danny em se apresentar com a banda, afirmou que sua saída era "inevitável" e "precisava acontecer por... quero dizer alguns meses, mas provavelmente são mais alguns anos". Ele acrescentou: “Danny simplesmente parou de se preocupar com Asking Alexandria; seu coração não estava mais ali. Ele não gostava de gritar, ele não gostava de música pesada, ele não gostava dos fãs, ele não gostava de nada a ver com Asking Alexandria.” Bruce sentiu que a introdução de Stoff à banda foi "a escolha certa a fazer", acrescentando que "[acho que Denis é] um vocalista incrivelmente talentoso, devido à ampla gama de gritos que o Asking Alexandria obviamente precisa e continuará a ter, e seu canto e alcance estão fora deste mundo. Ele é um fã da banda há muito tempo, então ele está familiarizado com todas as nossas músicas antigas e ele realmente se preocupa com a banda.
Com Denis Stoff sendo um membro oficial do Asking Alexandria, eles tocaram em festivais incluindo Rock am Ring e Warped Tour no verão de 2015, a fim de promover o primeiro single do álbum "I Won't Give In".

## Composição
Ben Bruce afirmou que The Black contará com influências do Guns N' Roses e Van Halen, assim como influências de bandas modernas como Avenged Sevenfold e Slipknot. Além disso, ele afirmou que o novo álbum conterá "algumas grandes canções de arena rock".
De acordo com Stoff, ele manterá seu estilo vocal sem imitar Danny Worsnop, tentando se diferenciar de seu predecessor.

## Lançamento e divulgação
Antes do anúncio de seu próximo álbum, seu primeiro single "I Won't Give In" foi lançado no YouTube em 26 de maio de 2015, declarando oficialmente Denis Stoff como o novo vocalista da banda. O segundo single foi "Undivided", que vazou alguns dias antes da data de lançamento real, mas foi oficialmente lançado em 25 de setembro de 2015.
Mais tarde, em dezembro de 2015, a banda anunciou o título de seu próximo álbum como The Black, também confirmando a data de lançamento como sendo 25 de março de 2016.
Em janeiro de 2016, Ben Bruce lançou uma votação em sua página do Twitter, oferecendo a possibilidade de a banda lançar uma nova música em antecipação à turnê British Invasion com a banda de heavy metal galesa Bullet for My Valentine nos Estados Unidos entre fevereiro e março de 2016. Devido aos resultados da pesquisa solicitando unanimemente que o single fosse lançado, o terceiro single da banda autointitulado do álbum, "The Black" foi estreado na BBC Radio 1 em 31 de janeiro de 2016, com um videoclipe sendo lançado para o single no no dia seguinte, junto com um lançamento no iTunes em 30 de março de 2016. A música é uma ligeira variação do som característico da banda, com vocais melódicos do guitarrista Ben Bruce.
Um videoclipe de "Let It Sleep" foi lançado em 4 de março de 2016. Em seguida, a música "Here I Am" em 8 de março de 2016.

## Recepção

### Recepção da crítica
The Black recebeu críticas positivas dos críticos musicais. O álbum possui uma classificação de 90/100 no Metacritic, significando 'aclamação universal' com base em 4 avaliações. The Music Melting Pot deu ao The Black uma pontuação extremamente positiva de 92%, dizendo 'The Black é o álbum do Asking Alexandria que todos esperávamos sem nunca saber disso. Asking Alexandria pegaram a história contínua de sua evolução e adicionaram um capítulo de transição triunfante.' The Metalist elogiou os vocais de Dennis Stoff comparando-o ao ex-vocalista Danny Worsnop.
No entanto, Broken Arrow deu-lhe uma crítica mais mista, afirmando que o álbum 'vai por água abaixo após as primeiras canções', dando-lhe um 6/10 no geral. O Ultimate Guitar também lhe deu 2,5/5 estrelas, criticando algumas letras e musicalidade.

## Lista de faixas
Todas as faixas escritas e compostas por Denis Stoff, Ben Bruce, Joey Sturgis e James Cassells. 
| N.º            | Título                         | Duração |  |
| 1.             | "Let It Sleep"                 | 4:00    |  |
| 2.             | "The Black"                    | 4:41    |  |
| 3.             | "I Won't Give In"              | 3:49    |  |
| 4.             | "Sometimes It Ends"            | 4:45    |  |
| 5.             | "The Lost Souls"               | 4:05    |  |
| 6.             | "Just a Slave to Rock n' Roll" | 3:25    |  |
| 7.             | "Send Me Home"                 | 4:18    |  |
| 8.             | "We'll Be OK"                  | 3:57    |  |
| 9.             | "Here I Am"                    | 4:19    |  |
| 10.            | "Gone"                         | 3:17    |  |
| 11.            | "Undivided"                    | 3:35    |  |
| 12.            | "Circled by the Wolves"        | 3:29    |  |
| Duração total: | Duração total:                 | 47:45   |  |

## Créditos
Asking Alexandria
- Denis Stoff – vocais principais (com exceção da faixa 10)
- Ben Bruce –  guitarra principal, vocais de apoio, vocais na faixa 2 e 10
- Cameron Liddell – guitarra rítmica
- Sam Bettley – baixo
- James Cassells – bateria

## Paradas
| Paradas (2016)                        | Posição de pico |
| ------------------------------------- | --------------- |
| Austrália (ARIA)                      | 4               |
| Áustria (Ö3 Austria Top 40)           | 15              |
| Bélgica (Ultratop Flandres)           | 79              |
| Canadá (Billboard)                    | 14              |
| Finlândia (Suomen virallinen lista)   | 38              |
| Alemanha (Offizielle Deutsche Charts) | 23              |
| Nova Zelândia (RMNZ)                  | 13              |
| Suíça (Schweizer Hitparade)           | 24              |
| Reino Unido (Official Albums Chart)   | 15              |
| Estados Unidos (Billboard 200)        | 9               |
| Estados Unidos (Top Rock Albums)      | 1               |

| Parada (2016)                  | Posição |
| ------------------------------ | ------- |
| US Top Rock Albums (Billboard) | 70      |